# 小菅村立小菅小学校
小菅村立小菅小学校（こすげそんりつ こすげしょうがっこう）は、山梨県北都留郡小菅村にある公立小学校。

## 沿革
- 1874年（明治7年）4月 - 「棡原小学校 分校」として川久保地区に開校[1]。
- 1875年（明治8年）5月 - 「棡原小学校」から分離独立し、「小菅小学校」となる[1]。
- 1880年（明治13年）4月 - 校舎新築落成[1]。
- 1882年（明治15年）10月 - 白沢分校設置[1]。
- 1888年（明治21年）5月 - 長沢分校設置[1]。
- 1971年（昭和46年）7月 - プール設置[1]。
- 1975年（昭和50年）3月 - 校歌制定[1]。
- 1979年（昭和54年）7月 - 体育館落成、長作分校にプール設置[1]。
- 1980年（昭和55年）2月 - 校舎改築（鉄筋3階建て）[1]。
- 1983年（昭和58年）5月 - 体育倉庫設置、長作分校に図書室増築[1]。
- 1992年（平成4年）10月 - 長作分校廃校[1]。
- 2006年（平成18年）10月 - 白沢分校廃校[1]。

## 学校周辺
小菅村中心部に位置する
- 小菅村役場 - 敷地が隣接。
- 小菅村地域包括センター - 敷地が隣接。
- 小菅村立小菅中学校 - 主な進学先。
- 小菅郵便局
- 小菅村中央公民館
- 小菅村保育所 - 進学前保育所
- 小菅城址

## アクセス
- 小菅村営バス「役場前」停留所下車。